# 제100미사일방어여단
제100미사일방어여단(100th Missile Defense Brigade은 대륙간탄도유도탄 방어를 위해 창설된 미국 육군 우주미사일방어사령부 예하 여단이다.
이 부대는 3개 분리된 지휘계통을 가지는데, 콜로라도 육군 국가위병에게서 관리통제(ADCON), 우주미사일방어사령부에게서 작전통제(OPCON)을 받으며, 미국 북부사령부를 지원한다.

## 임무
제100미사일방어여단의 임무는 지상 기반 외기권 방어 체계를 운용하는 것이다. SBIRS 조기경보위성, 해상 기반 X-밴드 레이다, AN/TPY-2 지상 기반 레이다를 사용해 적의 탄도미사일을 추적하여, 미국 본토를 목표로 하는 것인지를 확인한다. 적국의 대륙간탄도유도탄이 중간단계에 이르면 GBI 미사일로 요격한다.
2006년, 2009년, 2012년에 조선인민군의 대포동 2호 발사를 감지하는 임무를 수행하였다.

## 역사
2005년 1월 5일, SSI와 DUI 인식표가 승인되었다.
2010년 10월 21일, 제117미사일방어대대의 행정통제(ADCON) 및 작전통제(OPCON) 권한이 제89병사사령부(Troop)에서 제100미사일방어여단으로 옮겨졌다.
2011년 5월 13일, 여단 제1분견대가 반덴버그 공군기지에서 창설되었고, 그레고리 보왠 대령이 초대 제1분견대 지휘관에 임명되었다.
2013년, GBI 미사일 26발이 알래스카주 포트 그릴리에 배치되었다. 2017년까지 40발로 늘릴 계획이다. GBI 미사일은 캘리포니아주 반덴버그 공군기지에도 실전배치되어 있다.

## 구성
- 여단 본부 - 콜로라도주 페터슨 우주군기지
- 제49미사일방어대대 (알래스카 육군 국가위병), 알래스카주 포트 그릴리; 2004년 1월 22일
- 제117미사일방어대대 (콜로라도 육군 국가위병), 콜로라도주 콜로라도스프링스 반덴버그 우주군기지
- 사격감독원(Fire Direction Center)
- 제1분견대(캘리포니아 육군 국가위병), 반덴버그 우주군기지; 2011년 5월 13일
- AN/TPY-2 레이다 포대
- 포트 드럼 보안분견대, 뉴욕주 포트 드럼

## 사진첩

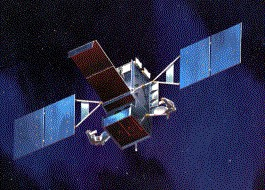
정지궤도 SBIRS 조기경보위성
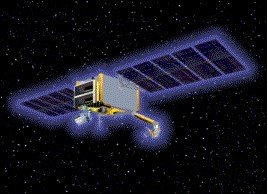
저궤도 SBIRS 조기경보위성
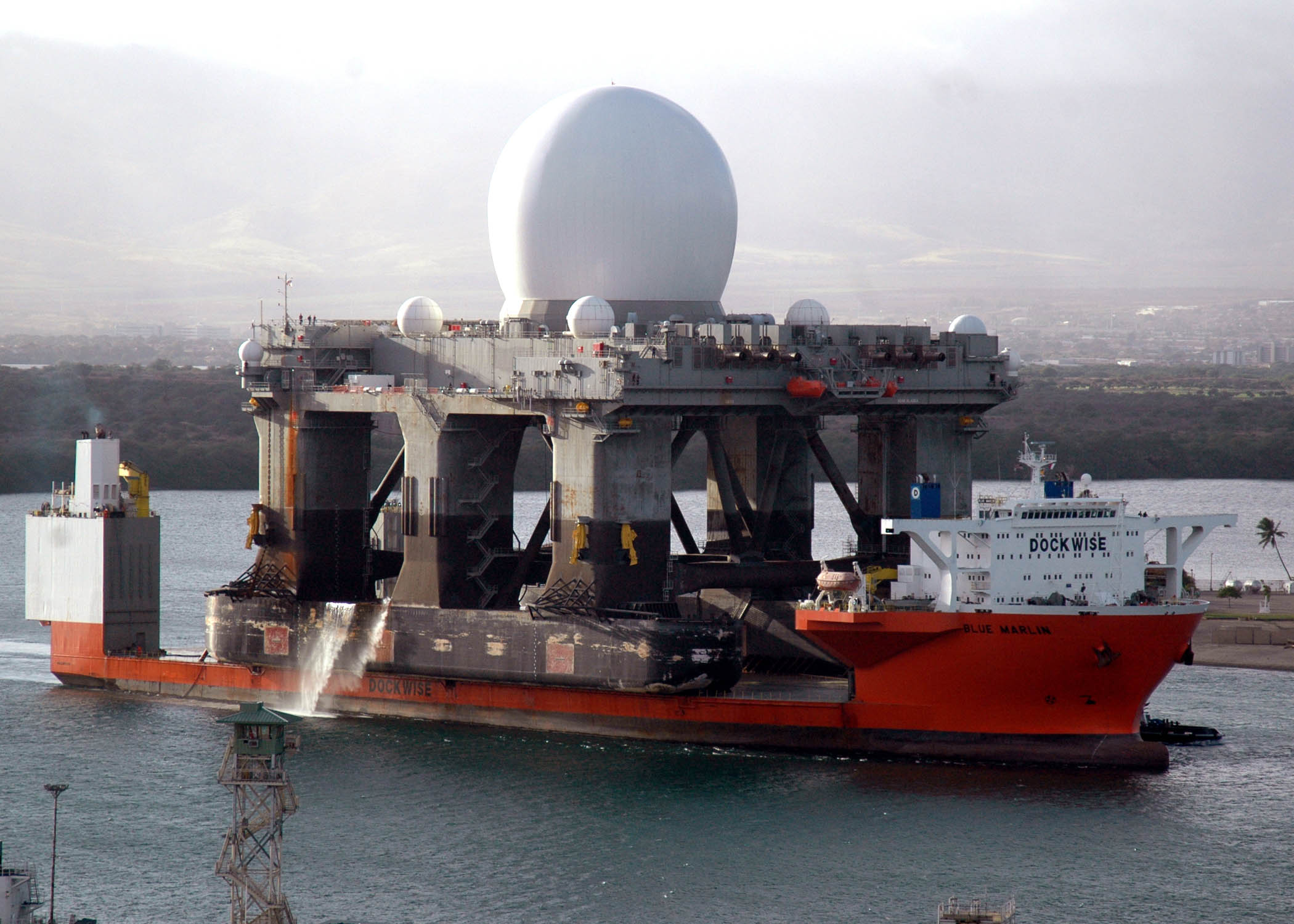
항행 중인 해상 기반 X-밴드 레이다
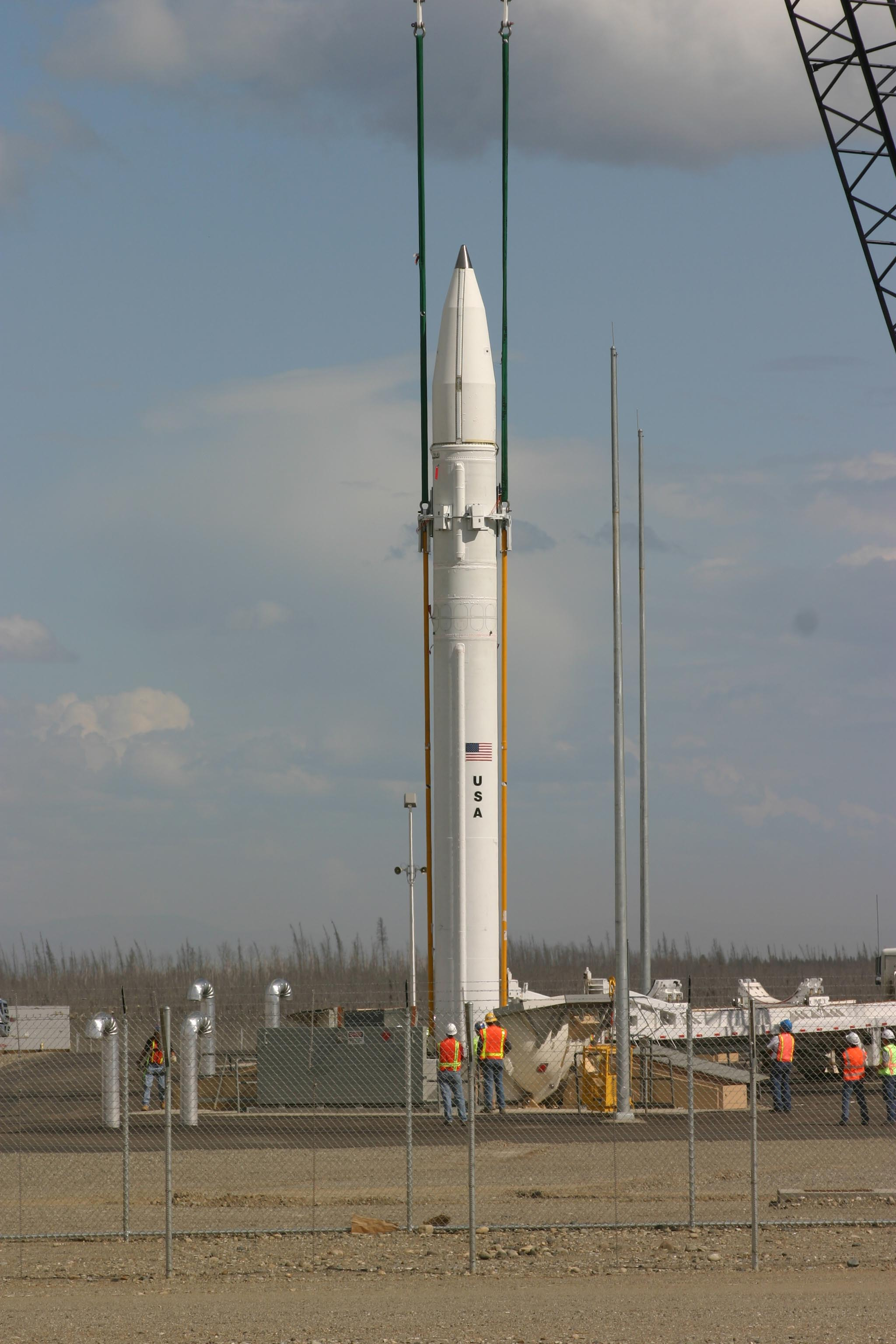
GBI 미사일

## 참고
1. 1 2 3  “100th Missile Defense Brigade” (영어). 문장학 연구소. 2020년 10월 23일에 원본 문서에서 보존된 문서. 2017년 1월 27일에 확인함.
2. ↑  Staff Sgt. Zachary Sheely (2010년 10월 21일). “117th Space Battalion shifts to 100th Missile Defense Brigade” (영어). 2023년 5월 19일에 확인함.
3. ↑  Sgt. Benjamin Crane (2011년 5월 31일). “Detachment One formally activated, changes commanders” (영어). United States Army Public Affair Office. 100th Missile Defense Brigade (Ground-based Midcourse Defense) Public Affairs. 2019년 6월 26일에 확인함.

- “Fact Sheet” (PDF) (영어). Colorado Springs, CO: 100th Missile Defense Brigade Public Affairs. 2020년 10월 17일에 원본 문서 (PDF)에서 보존된 문서. 2019년 11월 30일에 확인함.
- “100th Missile Defense Brigade”. 《globalsecurity.org》 (영어). 2017년 1월 27일에 확인함.